# Chrysler Airstream
Chrysler Airstream (Крайслер Ейрстрім) — автомобіль вищого середнього класу, що випускався компанією Chrysler впродовж 1935–1936 років. Концепцією автомашини передбачалось надання аеродинамічної форми її кузову задля приваблення покупців. У цей час аналогічну назву отримала більш дешева модель компанії DeSoto, що була підрозділом Chrysler.

## Історія
Машина базувалась на шасі моделі Chrysler CO, що у модифікованому вигляді випускалась з 1934 року як Chrysler CA. Після помірного попиту на першу американську велику модель 1933 року із аеродинамічною формою кузова Chrysler Airflow, компанія вирішила терміново налагодити виробництво іншої конкурентноздатної моделі. Після внесення декотрих змін у дизайн кузова, зокрема розміщення запасного колеса, було розпочато випуск моделі Chrysler Airstream. В перший рік її було продано у 5 разів більше за Chrysler Airflow, а наступного — у 9 разів. Це дозволило компанії Chrysler дещо покращити свій фінансовий стан і розпочати наприкінці 1936 року підготовку випуску нової моделі.